# Боженцин (Вармінсько-Мазурське воєводство)
Боженцин (пол. Bożęcin, нім. Groß Gottswalde) — село в Польщі, у гміні Моронґ Острудського повіту Вармінсько-Мазурського воєводства.
Населення — 264 особи (2011).
У 1975-1998 роках село належало до Ольштинського воєводства.

## Демографія
Демографічна структура станом на 31 березня 2011 року:
|          | Загалом | Допрацездатний вік | Працездатний вік | Постпрацездатний вік |
| -------- | ------- | ------------------ | ---------------- | -------------------- |
| Чоловіки | 121     | 29                 | 83               | 9                    |
| Жінки    | 143     | 38                 | 84               | 21                   |
| Разом    | 264     | 67                 | 167              | 30                   |